# Oliver Janich
Oliver Janich (ur. 3 stycznia 1969 w Monachium) – niemiecki pisarz, dziennikarz Financial Times Deutschland, Süddeutsche Zeitung i Focus Money i polityk, od przewodniczący Partia Rozsądku (Partei der Vernunft).

## Publikacje
- Money-Management. Rationalität und Anwendung des Fixed-fractional-Ansatzes. TM-Börsenverlag, Rosenheim 1996, ISBN 3-930851-10-5
- Das Kapitalismus-Komplott. Die geheimen Zirkel der Macht und ihre Methoden. FinanzBuch-Verlag, München 2010, ISBN 978-3-89879-577-7